# Stenostauridia comma
Stenostauridia comma is een vlinder uit de familie tandvlinders (Notodontidae). De wetenschappelijke naam van deze soort is voor het eerst geldig gepubliceerd in 1912 door Strand.
De soort komt voor in tropisch Afrika.